# Pasquale Penta
Pasquale Antonio Luigi Penta (Fontanarosa, 22 aprile 1859 – Napoli, 29 novembre 1904) è stato un medico e criminologo italiano.

## Biografia
Già durante gli studi in medicina, il giovane Pasquale fu impiegato presso l'Istituto penale di Santo Stefano, dove maturò la convinzione dell'origine morbosa della delinquenza. Tra i suoi "oggetti di studio" vi fu il brigante Carmine Crocco. Laureatosi in medicina all'Università di Napoli con una tesi sulle perversioni sessuali, vinse un concorso presso il carcere di Nisida. Nel frattempo, ebbe una breve esperienza presso il Manicomio di Aversa dove poté raccogliere un materiale di valore inestimabile sulle anomalie antropologiche e funzionali dei criminali.
Darwinista convinto, il Penta tuttavia fu soverchiamente acquiescente alla dottrina della revisione atavica nell'interpretazione dei delitti e dei deliri; ciò comunque non lo distolse dal partecipare al grande dibattito criminologico dell'epoca, nel quale prese posizione per l'abolizione della pena di morte. Successivamente fu coadiutore nell'Istituto di Clinica psichiatrica e neuropatologica di Napoli e titolare della Cattedra di Antropologia criminale nell'ateneo napoletano.
Nel 1896 creò l'"Archivio delle psicopatie sessuali", il primo periodico al mondo che si riprometteva di aiutare gli "anomali sessuali" attraverso una migliore comprensione scientifica della loro condizione. Nonostante alla rivista collaborassero i più importanti nomi della nascente sessuologia europea, essa visse un anno soltanto. In essa Penta pubblicò anche alcuni propri scritti, nei quali dimostrò interesse per le teorie di un "brillante allievo di Charcot", tale Sigmund Freud, allontanandosi dalle spiegazioni eziologiche di tipo fisiologico tipiche del tardo positivismo. La morte precoce gli impedì tuttavia di completare tale evoluzione.

## Opere
- Penta, Pasquale, Positivismo e criminalità: conferenza letta il 22 giugno 1890 al Circolo giuridico di Napoli, L. Garda, Ivrea 1890.
- Penta, Pasquale, I germi del delirio nei condannati: comunicazione fatta al VII congresso freniatrico tenutosi a Milano il Settembre 1891, 1892. Ristampa (2010): ISBN 978-1161199437.
- Penta, Pasquale, Rare anomalie di un cranio di delinquente, Tip. Delle Mantellate, Roma 1889.
- Penta, Pasquale, Pazzia e società, Vallardi, Milano 1893.
- Penta, Pasquale, L'uomo preistorico della età neolitica in provincia di Avellino, Tocco, Napoli 1893.
- Penta, Pasquale, I pervertimenti sessuali nell'uomo e Vincenzo Verzeni strangolatore di donne: studio biologico, L. Pierro, Napoli 1893.
- Penta, Pasquale, Di alcune più importanti anomalie e del loro significato reversivo nelle mani e nei piedi dei delinquenti, Tocco, Napoli 1894.
- Penta, Pasquale, Pazzi e delinquenti: prolusione al corso privato di criminologia positiva e psichiatria forense pel 1894, Tocco, Napoli 1894.
- Penta, Pasquale, Relazione d'inchiesta fatta per conto della Provincia d'Avellino nel manicomio di Nocera, Tip. V. Maggi, Avellino 1894.
- Penta, Pasquale, Sul significato onto-filogenetico del processo frontale nell'uomo, Tocco, Napoli 1894. Estratto da: "Annali d nevrologia", fasc. 1-2, 1894, 34 pp.
- Penta, Pasquale, Sulla genesi corticale della epilessia: sunto di una comunicazione preventiva fatta al congresso internazionale di Roma il 2 aprile 1894, Tocco, Napoli 1894.
- Penta, Pasquale, Sulla necessità di applicare il metodo positivo e la ricerca psico-fisica, nello studio del dritto. Prolusione al corso di Psichiatria forense e Antropologia criminale, Tip. della Tribuna Giudiziaria, Napoli 1895.
- Penta, Pasquale, Ancora sulla impotenza sessuale neurastenica: note critiche ed osservazioni, Capaccini, Roma 1896. (Estratto dall'Archivio delle psicopatie sessuali).
- Penta, Pasquale, Dei pervertimenti sessuali. Caratteri generali, origine e significato dimostrati colle autobiografie di Alfieri e di Rousseau e col dialogo "Gli amori" di Luciano, Capaccini, Roma 1896, 19 pp. (Estratto dall'Archivio delle psicopatie sessuali, I 1896).
- Penta, Pasquale, Il trattamento razionale del delinquente: conferenza, Tocco, Napoli 1896.
- Penta, Pasquale, L'origine e la patogenesi delle inversioni sessuali secondo Krafft-Ebing e gli altri autori, Capaccini, Roma 1896, 23 pp. (Estratto dall'Archivio delle psicopatie sessuali, I 1896, pp. 53–70).
- Penta, Pasquale, Influenza degli organi e delle funzioni sessuali sul modo di agire del sistema nervoso, Capaccini, Roma 1896. (Estratto dall'Archivio delle psicopatie sessuali).
- Penta, Pasquale e Alfredo D'Urso, Sopra un caso d'inversione sessuale in donna epilettica[collegamento interrotto], Capaccini, Roma 1896. (Estratto dall'Archivio delle psicopatie sessuali, I 1896, pp. 33–39).
- Penta, Pasquale, Di alcune importanti alterazioni del linguaggio e del loro significato in psichiatria ed in antropologia criminale, Tocco, Napoli 1897.
- Penta, Pasquale, Condizioni antropologiche degli Esposti della Annunziata di Napoli: comunicazione al 1. Congresso Italiano di Medicina legale a Torino, Tocco, Napoli 1898.
- Penta, Pasquale, Sopra di un caso di inversione sessuale, Tocco, Napoli 1898. (Estratto dalla "Rivista mensile di psichiatria forense, antropologia criminale, e scienze affini", I 1898, pp. 109–115).
- Penta, Pasquale, In tema di simulazione di pazzia. Sulle condizioni mentali del comm. A. Martinez: perizia psichiatrica del dr Pasquale Penta, Aurelio Tocco, Napoli 1898.
- Penta, Pasquale, Intorno alla influenza delle stagioni sui reati e del modo come intenderla, Tip. A. Tocco, Napoli 1899.
- Penta, Pasquale, La simulazione della pazzia e il suo significato antropologico, etnico, clinico e medico-legale: studio di antropologia criminale su 120 casi di simulazione raccolti nelle carceri giudiziarie di Napoli, Tocco, Napoli 1899, poi Francesco Perrella, Napoli 1900, infine riedita nel 1905 con l'aggiunta di cenni biografici dell'avv. Raffaele Perrone-Capano e prefazione di Leonardo Bianchi, Perrella, Napoli 1905. Ristampa: ISBN 978-1141026678. Tradotto in tedesco come:
- Penta, Pasquale, Die Simulation von Geisteskrankheit. Mit einem Anhang: Die Geisteskrankheit in den Gefangnissen,  Von P. Penta. Autorisierte Ubersetzung nach der dritten italienischen Ausgabe, nebst einigen Erganzungen von Rudolf Ganter, A. Stuber's Verlag, Würzburg 1906. Ristampa: ISBN 978-1120458896.
- D'Alonzo, Annibale, L'opera d'un superuomo, con prefazione di Pasquale Penta, Tip. Scandone, Napoli 1899.
- Penta, Pasquale, Alcuni appunti sulle pazzie dei carcerati, Pesole, Napoli 1900.
- Penta, Pasquale, Contro la pena di morte, Pesole, Napoli 1900.
- Pasquale Penta, In causa di oltraggio al pudore, "Rivista mensile di psichiatria forense, antropologia criminale, e scienze affini", III 1900, pp. 89–95.
- Pasquale Penta, In tema di pervertimenti sessuali: documenti umani. Lettere di amore tra individui dello stesso sesso, "Rivista mensile di psichiatria forense, antropologia criminale, e scienze affini", III 1900, pp. 69–89.
- Penta, Pasquale, La patria: razza come dato etiologico generale della pazzia e della criminalità. Dalle lezioni agli studenti di Legge e di Medicina, Pesole, Napoli 1900.
- Pasquale Penta, Un pedofilo fellatore, "Rivista mensile di psichiatria forense, antropologia criminale, e scienze affini", VI 1903, pp. 477–505.
- Penta, Pasquale, La lotta tra magistrati e medici e l'avvenire del medico nelle carceri. Edito assieme a: La profilassi sociale della tisi; Riviste: Sull'importanza del servizio medico nelle carceri; Sulla pena indeterminata, Pesole, Napoli 1900.
- Penta, Pasquale, Sul meccanismo patogenetico, il significato ed il valore clinico delle anomalie antropologiche in psichiatria ed in antropologia criminale: dalle lezioni di psichiatria e di antropologia criminale dettate agli studenti di medicina e di giurisprudenza nell'anno scolastico 1899-1900, Pesole, Napoli 1900.
- Penta, Pasquale, Nuove anomalie degli arti nei delinquenti e nei normali, Pesole, Napoli 1901
- Penta, Pasquale, A proposito di due casi di antropofagia. Alcune note su 35 autopsie di condannati, Pesole, Napoli 1902
- Penta, Pasquale, Sull'importanza del sonno e dei sogni nella psichiatria forense: contributi clinici, Pesole, Napoli 1902.
- Penta, Pasquale, In tema di demenza arteriosclerotica: parere medico-legale su un caso di furto qualificato, Lubrano, Napoli 1904.
- Penta, Pasquale, Simulazione di pazzia e reali disturbi psichici nei criminali, Lubrano, Napoli 1904.
- Penta, Pasquale, La narcolessia: contributo clinico, (Clinica delle malattie nervose e mentali della r. Università di Napoli), Arti Grafiche La Nuovissima, Napoli 1935.
- Penta, Pasquale, Osservazioni su frenastenici trattati con acido glutammico e piridoxina, s.i.t., 1949.
- Penta, Pasquale, Alcune note cliniche sui delinquenti del bagno penale di S. Stefano, s.i.t.
- Penta, Pasquale, Etiologia e cura del tetano secondo le ultime ricerche, Tocco, Napoli, s.d.